# Монте Порцио
Мо̀нте По̀рцио (на италиански: Monte Porzio, на местен диалект Mònt Pòrzi, Монт Порци) е малко градче и община в Централна Италия, провинция Пезаро и Урбино, регион Марке. Разположено е на 105 m надморска височина. Населението на общината е 2812 души (към 2010 г.).